# Phorotrophus capensis
Phorotrophus capensis är en stekelart som först beskrevs av Holmgren 1868.  Phorotrophus capensis ingår i släktet Phorotrophus och familjen brokparasitsteklar. Inga underarter finns listade i Catalogue of Life.